# Władcy ziemi dobrzyńskiej

Herb księstwa dobrzyńskiego

Lista władców ziemi dobrzyńskiej

## Władcy ziemi dobrzyńskiej
Przed 1227 część księstwa mazowieckiego
- Bolesław I mazowiecki (1227–1229)
- Konrad I mazowiecki (1229–1247)
- Bolesław I mazowiecki (1247–1248)
- Kazimierz I kujawski (1248–1267)
- Eufrozyna opolska (1267–1275, regentka)
- Władysław I Łokietek, Kazimierz II łęczycki i Siemowit dobrzyński (1267–1288)
- Siemowit dobrzyński (ok. 1288–1293)
- Władysław I Łokietek (1293–1295)
- Siemowit dobrzyński (1295–1303)
- Przemysł inowrocławski (1303–1305)
- Siemowit dobrzyński (1305–1312)
- Władysław Garbaty (1312–1327/1328)
- Bolesław dobrzyński (1312–1327/1328)
- Władysław I Łokietek (1327–1329)

panowanie krzyżackie (1329–1343)
- Władysław Garbaty (1343–1351 lub 1352)

ziemia dobrzyńska włączona do domeny królewskiej (Kazimierz III Wielki) (1351 lub 1352–1370)
- Kazimierz IV słupski (1370–1377)
- Małgorzata mazowiecka (1377–1378/9) (wdowa po Kazimierzu IV, jej prawa do ziemi dobrzyńskiej aż do czasu zwrotu sum posagowych potwierdził Ludwik Węgierski)
- Władysław Opolczyk (1378/9–1392) (z nadania Ludwika Węgierskiego)

W maju 1392 roku Władysław Opolczyk zastawił całą ziemię dobrzyńską Krzyżakom za 50 tysięcy florenów węgierskich. W 1405 roku na mocy pokoju w Raciążku ziemia dobrzyńska została odzyskana przez Polskę, jednak w 1409 została ponownie opanowana przez Krzyżaków. W 1411 roku na mocy I pokoju toruńskiego ziemia dobrzyńska wróciła do Polski. Do Korony włączono ją w 1466 roku.